# Rokytne (oblast' di Rivne)
Rokytne (Ucraino: Рокитне; Russo: Рокитное) è un insediamento rurale ucraino (6521 abitanti) nel distretto di Sarny, nell'oblast' di Rivne. Ospita l'amministrazione della comunità territoriale di Rokytne, una delle comunità territoriali dell'Ucraina.
Fino al 18 luglio 2020 Rokytne era il centro amministrativo del distretto di Rokytne, abolito come parte della riforma amministrativa dell'Ucraina, che ha ridotto a quattro il numero dei distretti dell'oblast' di Rivne. L'area del distretto di Rokytne è stata fusa nel distretto di Sarny.
Fino al 26 gennaio 2024 Rokytne era classificata come insediamento di tipo urbano. Da tale data è entrata in vigore una nuova legge che ha abolito questo status e Rokytne è stata riclassificata come insediamento rurale.